# Listă de preoți romano-catolici români
Aceasta este o listă cu oameni din România care au fost hirotoniți preoți romano-catolici.
| A - Carol Auner C - Ioan Căianu D - Cornel Damian - Wilhelm Dancă F - Eduard Ferenț - Ioan Ferenț - Ignaz Bernhard Fischer G - Iosif Gerstenengst - Petru Gherghel - Vladimir Ghika - Ioan Giurgiu Patachi H - Rafael Haag - Ladislau Hosszú J - György Jakubinyi K - Sebastian Kräuter P - Augustin Pacha - Géza Pálfi - Iosif Păuleț - Aurel Percă - Vladimir Petercă - Gheorghe Petz R - Ioan Robu - Martin Roos T - Petru Tocănel |